# Église d'Alava
 (février 2024).
L'église d'Alava (en finnois : Alavan kirkko) est une église située dans le quartier de Niirala, à Kuopio, en Finlande.

## Présentation

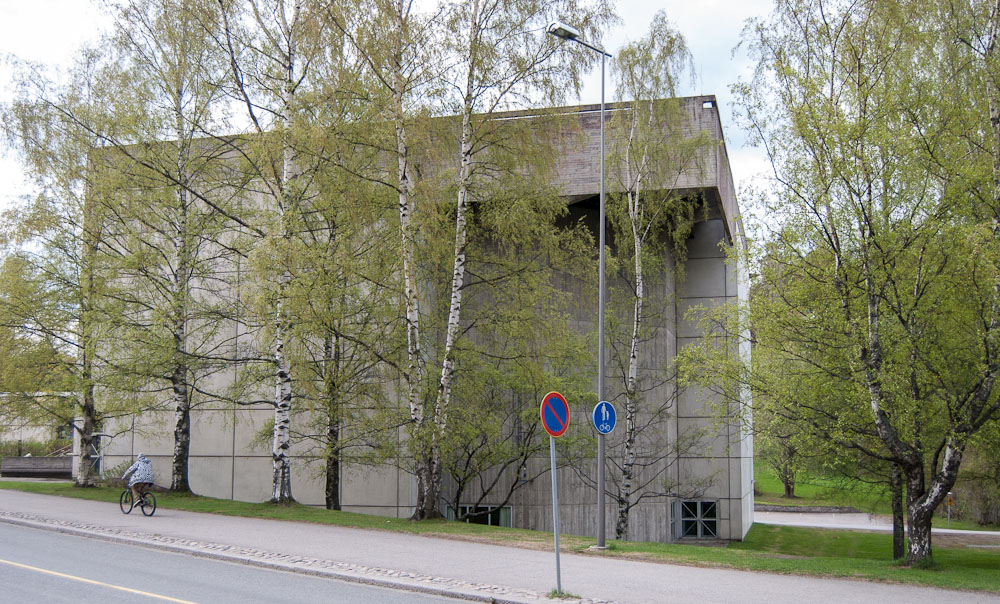
L'église d'Alava, côté rue.

Conçue par l'architecte suisse André Schütz à la suite d'un concours d'architectes elle est construite en 1968 et représente le modernisme ou plus précisément le brutalisme des années 1960.
Les avis à son propos sont si divers que certains disent qu'elle est le bâtiment le plus laid de la ville.